# 南京都信用金庫
南京都信用金庫（みなみきょうとしんようきんこ）は、かつて京都府宇治市宇文字（JR宇治駅前）に本店のあった信用金庫。

## 沿革
- 1922年（大正11年）9月：設立
- 1999年（平成11年）：経営悪化が表面化
- 2000年（平成12年）1月14日：経営破綻発表。
- 2001年（平成13年）1月4日：京都中央信用金庫（略称・中信（ちゅうしん） 本店・京都市下京区）に事業譲渡し解散。

## 主な営業地域
- 京都府宇治市、城陽市、相楽郡全域

## 店舗数
- 34店舗（最終）